# Matelea bicolor
Matelea bicolor là một loài thực vật có hoa trong họ La bố ma. Loài này được (Britton & P. Wilson) Woodson mô tả khoa học đầu tiên năm 1941.